# Cerkev sv. Cirijaka, Gernrode
Cerkev sv. Cirijaka (nemško Stiftskirche St. Cyriakus) je srednjeveška cerkev v Gernrodeju, Saška - Anhalt, Nemčija. Je eden redkih ohranjenih primerov otonske arhitekture, ki jo je leta 959 / 960-965 zgradil mejni grof Gero, in bila obnovljena v 19. stoletju. Od ustanovitve do leta 1614 je bil sveti Cirijak samostanska cerkev samostana Gernrode, ki ga je tudi ustanovil mejni grof Gero. Cerkev in samostan sta postala protestantska sredi 16. stoletja, cerkev pa zdaj uporablja protestantska skupnost Gernrode.
Cerkev je del turistične poti imenovane Romanska cesta (del Transromanice, ki poteka skozi Italijo, Slovenijo, Avstrijo in Nemčijo in jo je Leta 2006 je Svet Evrope imenoval Transromanico za evropsko kulturno pot). Leta 2006 je Svet Evrope imenoval za evropsko kulturno pot), saj je pomemben primer otonske cerkve, ki je kasneje navdihnila, v celoti romanske cerkve in stolnice.
Poleg bogoslužja se uporablja tudi za koncerte in Velikonočno igro.

## Zgodovina
Gero (umrl 965) je bil privrženec Otona I. iz ene najmočnejših družin v vzhodni Saški. Leta 937 je Oton povzdignil Geroja za mejnega grofa vzhodne marke. Gero, ki je imel v lasti grad v Gernrodu se je odločil, da bo tukaj ustanovil samostansko cerkev in ženski samostan v sodelovanju s svojim sinom Siegfriedom. Gradnja na kripti, vzhodni apsida in samostanu se je začela leta 959. Leta 961 so fundaciji podelili kraljevo zaščito in leta 963 je papež izdal privilegij, s katerim se je samostan umaknil izpod vpliva škofa Halberstadta. Siegfried je umrl leta 959. Po njegovi smrti je njegova vdova Hathui postala opatinja samostana. Gero se je vrnil iz izleta v Rim z dragoceno relikvijo svetega Cirijaka, cerkev pa je bila posvečena temu svetniku leta 963. Leta 965 je Gero umrl in bil pokopan pred že končanim vzhodnim korom. Gerojeva smrti je sledila prekinitev gradnje in se je zdi verjeten vir premika osi cerkve - glej tloris. Hathui je vladala v samostanu 55 let do svoje smrti leta 1014.
Leta 999 je cesar Oton III. podelil samostanu cesarski status, leta 1004 pa je samostan obiskala cesarica Kunigunda, žena cesarja Henrika II. Prva faza gradnje se je končala leta 1014. Istega leta, po Hathuijini smrti, jo je kot opatinja nasledila Adelheida, hči cesarja Otona II. Adelheida je to mesto zasedala do leta 1044. 
Dopolnitev cerkve v 11. in 12. stoletju so zahodna kripta (prvič omenjena leta 1149), stranske galerije, širitev zahodnega dela (1127-1150) ter stolpi in dvonadstropni križni hodnik (1170). Leta 1188 je cesar Friderik I. Barbarossa Gernrodeju podaril "Barbarossov zvon".
V gotskem obdobju so bili dodani oboki transepta.
Zadnja katoliška opatinja je bila Scholastika von Anhalt Dessau (1469-1504). Njena naslednica Elizabeta von Weida (1504-76) je leta 1521 uvedla reformacijo. Leta 1525 je Elizabeta uspela preprečiti poškodbe samostana med nemškim kmečkim uporom. S svojim vstopom v Landeskirche (regionalna cerkev) je samostan izgubil svojo neodvisnost in je padel pod vpliv lokalnih knezov.
Opatinja Ana von Plauen (1532-49) je ustanovila prvo šolo in podprla vlogo samostana pri zagotavljanju zdravstvene oskrbe. Od leta 1533 je bila samostanska cerkev združena z župnijo. Ko je bil Gernrodu leta 1539 dodeljen status mesta, je opatinja podarila grb.
Zadnje kanonese (in pristojna opatinja), Sofija Elizabeta, je zapustila opatijo leta 1614. Leta 1619 je opatija postala posvetna domena kneza. Srednjeveška umetniška dela so bila odstranjena, zgradbe so propadle in deli cerkve so bili uporabljeni kot kašča.
Leta 1669 je mesto in cerkev kupil Friedrich von Harzgerode. Prenove so bile izvedene leta 1754-6. Leta 1806 je s koncem Svetega rimskega cesarstva samostan končno izgubil svoj cesarski status in imuniteto in ga je prevzela vojvodina Anhalt-Bernburg. V naslednjih desetletjih se je samostan spremenil v ruševine, inventar je bil prodan na dražbi do leta 1832, ko ga je kupil Amtmann Henneberg. Cerkev je sekulariziral in samostan preoblikoval v kmetijsko posestvo.
V poznih 1830-ih se je ponovno pojavilo zanimanje za cerkev in samostan. Umetnostni zgodovinar Franz Theodor Kugler je leta 1838 objavil opis, Ludwig Puttrich pa leta 1839 pozval k njegovi prenovi. Arhitekt Ferdinand von Quast je nato cerkev obnovil leta 1859-73 [10]
Nadaljnje delo je sledilo v letih 1907-10, ko sta bila dva stolpa zahodnega dela najprej odstranjena in nato obnovljena z okrepljenimi temelji. Med letoma 1960 in 1984 je komunistična Vzhodna Nemčija obnovila dvorišče in samostanske zgradbe. Od leta 1984-87 je bila obnovljena notranjost cerkve. Po ponovni združitvi je bila leta 1992 streha obložena z bakrom. Več dela je bilo opravljenega v letih 2003-4 na zahodni apsidi in na Svetem grobu. 

## Opis
Osrednji del cerkve ima glavno in dve stranski ladji, obdani z vzhodnim transeptom in westwerkom, ki je obdan z dvema stolpoma. Ti elementi, značilni za karolinško arhitekturo, so bili dopolnjeni z novostmi, ki so uporabljale romanski slog: kot izmenjava stebrov in slopov (znak številnih kasnejših cerkva na Saškem), debele stene, pol slepe arkade v galerijah v ladji. (podobno kot triforij). Kapiteli stebrov kažejo različne elemente, s stiliziranimi listi akanta in v enem primeru človeškimi glavami.
Grobnica mejnega grofa Gera je na križišču pred stopnicami do kora. Pokrita je s ploščo iz peščenjaka z Gerovo podobo, ki je prikazan v oklepu z mečem in zastavo. Ob njegovih nogah je lev.
V južni stranski ladji je kopija Kristusovega groba (prikaz Svetega groba v Jeruzalemu), najverjetneje iz obdobja od 1080 do 1130. Je najstarejši v Nemčiji in tudi najbolj podoben izvirniku v Jeruzalemu. Vhod v stavbo je bil prestavljen z običajnega vzhoda na severno stran, ko so bile v 12. stoletju dodane galerije. Deli zunanjih okrasov grobnice so bili namerno uničeni, vendar ni jasno ali se je to zgodilo med rekonstrukcijo v 12. stoletju ali dokončno uvedbo reformacije leta 1616. Notranje in zunanje skulpture grobnice veljajo za mojstrsko delo zgodnje romanske kiparske umetnosti.
Krstilnik je iz okoli leta 1150 in je prišel iz porušene romanske cerkve v Alslebnu.
Poslikani stropi so bili dodani ob prenovi v 19. stoletju, ko so obložili tudi večino zidov z rezanimi kamnitimi ploščami - prvotne otonske stene so predstavljale zidane kamnite zidove. 